# Laurenne Ross
Laurenne Ross (ur. 17 sierpnia 1988 w Edmonton) – amerykańska narciarka alpejska, zawodniczka klubu Mount Bachelor SEF.

## Kariera
Pierwszy raz na arenie międzynarodowej Laurenne Ross pojawiła się 17 grudnia 2003 roku w zawodach FIS Race w Mammoth Mountain, gdzie zajęła 21. miejsce w slalomie. W 2006 roku wystąpiła na mistrzostwach świata juniorów w Quebecu, jednak zajmowała miejsca poza czołową trzydziestką. Na rozgrywanych dwa lata później mistrzostwach świata juniorów w Formigal była między innymi siódma w kombinacji i trzynasta w gigancie. W Pucharze Świata zadebiutowała 4 grudnia 2009 roku Lake Louise, gdzie zajęła 48. miejsce w zjeździe. Pierwsze pucharowe punkty wywalczyła 30 stycznia 2010 roku w Sankt Moritz za 28. miejsce w zjeździe. Nieco ponad trzy lata później Amerykanka po raz pierwszy w karierze stanęła na podium zawodów PŚ - 2 marca 2013 roku w Garmisch-Partenkirchen była druga w zjeździe, przegrywając tylko z Tiną Maze ze Słowenii. Najlepsze wyniki osiągnęła w sezonie 2015/2016, kiedy zajęła 18. miejsce w klasyfikacji generalnej, a w klasyfikacji supergiganta była ósma.
W 2011 roku brała udział w mistrzostwach świata w Garmisch-Partenkirchen, gdzie jej najlepszym wynikiem było dziesiąte miejsce w zjeździe. Na rozgrywanych w 2013 roku mistrzostwach świata w Schladming najlepiej wypadła w superkombinacji, którą ukończyła na jedenastej pozycji. W 2014 roku wystąpiła na igrzyskach olimpijskich w Soczi, gdzie była dziewiąta w zjeździe. Następnie wystartowała na mistrzostwach świata w Vail/Beaver Creek, zajmując miejsca w połowie drugiej dziesiątki. Podczas mistrzostw świata w Sankt Moritz w 2017 roku była między innymi piąta w zjeździe. W 2018 roku po raz drugi startowała na igrzyskach, tym razem na igrzyskach w Pjongczang. Tam dwukrotnie, w supergigancie i zjeździe, zajmowała 15. miejsce.
W kwietniu 2021 r. postanowiła zakończyć karierę.

## Osiągnięcia

### Igrzyska olimpijskie
| Miejsce | Dzień     | Rok  | Miejscowość     | Konkurencja     | Czas biegu  | Strata  | Zwycięzca                 |
| ------- | --------- | ---- | --------------- | --------------- | ----------- | ------- | ------------------------- |
| DNF1    | 10 lutego | 2014 | Krasnaja Polana | Superkombinacja | -           | -       | Maria Höfl-Riesch         |
| 11.     | 12 lutego | 2014 | Krasnaja Polana | Zjazd           | 1:42,68 min | +1,11 s | Dominique Gisin Tina Maze |
| DNF1    | 15 lutego | 2014 | Krasnaja Polana | Supergigant     | -           | -       | Anna Fenninger            |
| 15.     | 17 lutego | 2018 | Pjongczang      | Supergigant     | 1:22,17 min | +1,06 s | Ester Ledecká             |
| 15.     | 21 lutego | 2018 | Pjongczang      | Zjazd           | 1:41,10 min | +1,88 s | Sofia Goggia              |

### Mistrzostwa świata
| Miejsce | Dzień     | Rok  | Miejscowość       | Konkurencja     | Czas biegu  | Strata   | Zwycięzca          |
| ------- | --------- | ---- | ----------------- | --------------- | ----------- | -------- | ------------------ |
| 16.     | 8 lutego  | 2011 | Ga-Pa             | Supergigant     | 1:23.82 min | +1.83 s  | Elisabeth Görgl    |
| 28.     | 11 lutego | 2011 | Ga-Pa             | Superkombinacja | 2:43.23 min | +34.78 s | Anna Fenninger     |
| 10.     | 13 lutego | 2011 | Ga-Pa             | Zjazd           | 1:47.24 min | +1.63 s  | Elisabeth Görgl    |
| 26.     | 5 lutego  | 2013 | Schladming        | Supergigant     | 1:35.39 min | +2.98 s  | Tina Maze          |
| 11.     | 8 lutego  | 2013 | Schladming        | Superkombinacja | 2:39.92 min | +4.96 s  | Maria Höfl-Riesch  |
| DNF2    | 14 lutego | 2013 | Schladming        | Gigant          | 2:08.06 min | -        | Tessa Worley       |
| 15.     | 3 lutego  | 2015 | Vail/Beaver Creek | Supergigant     | 1:10,29 min | +2,01 s  | Anna Fenninger     |
| 17.     | 6 lutego  | 2015 | Vail/Beaver Creek | Zjazd           | 1:45,89 min | +2,06 s  | Tina Maze          |
| 14.     | 9 lutego  | 2015 | Vail/Beaver Creek | Superkombinacja | 2:33,37 min | +4,64 s  | Tina Maze          |
| 14.     | 7 lutego  | 2017 | Sankt Moritz      | Supergigant     | 1:32,34 min | +1,34 s  | Nicole Schmidhofer |
| 15.     | 10 lutego | 2017 | Sankt Moritz      | Superkombinacja | 1:58,88 min | +2,44 s  | Wendy Holdener     |
| 5.      | 12 lutego | 2017 | Sankt Moritz      | Zjazd           | 1:32,85 min | +0,72 s  | Ilka Štuhec        |

### Mistrzostwa świata juniorów
| Miejsce | Dzień     | Rok  | Miejscowość | Konkurencja | Czas biegu  | Strata   | Zwyciężczyni         |
| ------- | --------- | ---- | ----------- | ----------- | ----------- | -------- | -------------------- |
| 32.     | 3 marca   | 2006 | Quebec      | Zjazd       | 1:13.51 min | +3.24 s  | Marianne Abderhalden |
| 34.     | 5 marca   | 2006 | Quebec      | Supergigant | 1:10.96 min | +3.05 s  | Anna Fenninger       |
| 46.     | 7 marca   | 2006 | Quebec      | Gigant      | 2:22.43 min | +10.87 s | Tina Weirather       |
| 26.     | 23 lutego | 2008 | Formigal    | Supergigant | 1:40.19 min | +4.15 s  | Viktoria Rebensburg  |
| 18.     | 26 lutego | 2008 | Formigal    | Zjazd       | 1:50.13 min | +3.79 s  | Ilka Štuhec          |
| 29.     | 28 lutego | 2008 | Formigal    | Slalom      | 1:33.85 min | +7.69 s  | Bernadette Schild    |
| 7.      | 29 lutego | 2008 | Formigal    | Kombinacja  | 30,20       | ?        | Anna Fenninger       |
| 13.     | 29 lutego | 2008 | Formigal    | Gigant      | 1:42.50 min | +1.96 s  | Anna Fenninger       |

### Puchar Świata

#### Miejsca w klasyfikacji generalnej
- sezon 2009/2010: 115.
- sezon 2010/2011: 40.
- sezon 2011/2012: 49.
- sezon 2012/2013: 26.
- sezon 2013/2014: 80.
- sezon 2014/2015: 26.
- sezon 2015/2016: 18.
- sezon 2016/2017: 25.
- sezon 2017/2018: 65.

#### Miejsca na podium
1. Garmisch-Partenkirchen – 2 marca 2013 (zjazd) – 2. miejsce
2. Soldeu – 27 lutego 2016 (supergigant) – 2. miejsce